# Barbara Bishop
Barbara Bishop, född 10 februari 1956, är en friidrottare från Barbados. Hon deltog vid olympiska sommarspelen 1972.